# アクチュール
『アクチュール』（acteur）は、キネマ旬報社発行の隔月刊雑誌であった。2000年冬創刊。2006年6月に誌名を『男優倶楽部』からフランス語で俳優を意味する現名称に変更し、年4回発行から隔月発行となった。
映画・舞台・ドラマで活躍する俳優を中心にインタビュー記事を扱っている。以前は男優のみであったが、誌名変更後は女優も扱うようになった。

## 連載
- 長塚圭史「COFEE SHOP」（2002年夏 - ）
「男優倶楽部」から続いている連載。長塚圭史が毎回ゲストを招き対談をするというもの。2004年4月に書籍化され、2006年11月には続編が出版された。
- 小栗旬「小栗旬報」（2003年秋 - ）
「男優倶楽部」から続いている連載。2006年に「First Stage」として書籍化。
- 三宅健「ステージ・ダイアリー!」（2007年9月 - ）
- 井上芳雄「ミー&マイ・フェイバリット」（2007年7月 - ）
- 野村周平「野村周平 日日精進」（2013年3月 - ）